# Fausto Pajar
Fausto Pajar (vero cognome Paiar; Longarone, 21 agosto 1948 – Treviso, 5 maggio 2024) è stato un giornalista e scrittore italiano.

## Biografia
Nativo di Longarone (Belluno), ma di famiglia trentina, visse in Veneto, a Quinto di Treviso. Giornalista professionista al quotidiano del Nordest Il Gazzettino, fu autore di reportage dal Sud America, dalla Scandinavia e dal Medio Oriente.
L'ultimo suo libro, intitolato Santi montanari, per i tipi delle Edizioni Biblioteca dell'Immagine, fu presentato al Salone del Libro di Torino 2008. In esso percorse le storie di luoghi e di personaggi legati alla montagna, poi divenuti santi, e come sono oggi visti dalla pietà popolare. I suoi racconti furono anche protagonisti della Maratona di lettura promossa dalla Biblioteca Bertoliana di Vicenza, assieme a quelli di altri narratori.
Con l'editore Biblioteca dell'Immagine, Fausto Pajar pubblicò anche Aquile, falchi, orsi e camosci - A Nordest e dintorni.
Morì a Treviso il 5 maggio 2024 all'età di 75 anni.

## Opere
- Fausto Paiar, Fiorella Rigamonti, Friuli: 57 secondi di Terrore, Gorizia, La Libraria, 1976.
- Fausto Paiar, Dino Camatta, Il bengodi della Marca Gioiosa. Itinerari enogastronomici conditi di arte, cultura, natura, Bergamo, Lubrina, 1990, ISBN 88-7766-079-1.
- Fausto Paiar, Serenissimo alfabeto. Rudimenti per imparare a conoscere e ad amare le Tre Venezie, Treviso, Canova, 1990, ISBN 88-85066-94-1.
- Fausto Paiar, La valle degli Uri, Treviso, Canova, 1992, ISBN 88-86177-08-9.
- Fausto Pajar, Aquile, falchi orsi e camosci. A Nordest e dintorni, Pordenone, Biblioteca dell'Immagine, 2000, ISBN 88-87881-10-3.
- Attilio Moretto, Fausto Pajar, Giorgio Tomaso Bagni, Romantica Treviso, Quinto di Treviso, Europrint, 2001.
- Fausto Pajar, Santi montanari, Pordenone, Biblioteca dell'Immagine, 2008, ISBN 88-89199-74-1.